# Parapagurus minutus
Parapagurus minutus är en kräftdjursart som beskrevs av Henderson 1896. Parapagurus minutus ingår i släktet Parapagurus och familjen Parapaguridae. Inga underarter finns listade i Catalogue of Life.